# I. Konrád keleti frank király
I. Konrád vagy Frank Konrád, Ifjabb Konrád (németül: Konrad I.), (881. – 918. december 23.) frank herceg 906-tól és keleti frank király 911-től, a királyi trónon a Konrád-ház első és egyetlen uralkodója volt, egyben a Keleti Frank Királyság utolsó királya volt, a Karoling Gyermek Lajos utódaként. Utóda a már Német Királyságnak nevezett állam uralkodójaként I. Madarász Henrik volt a szász dinasztiából.

## Élete

### Ifjúkora
I. Konrád Konrád türingiai herceg és Glismut, Karintiai Arnulf német-római császár leányának fiaként látta meg a napvilágot. A Konrádok, a Mosel vidékének grófjai, és a Babenbergek, a Majna vidék grófjai, gyakorolták az abszolút hatalmat Frankföld fölött. 906-ban a két család vívta egymás ellen a fritzlari csatát. A csatában az idősebb Konrád életét vesztette, ahogy a Babenberg gróf három fia közül kettő is. A harmadikat is hamarosan kivégezték, a birodalmi kancellár, I. Hatto, mainzi bíboros védelmi ígérete ellenére. Ezek után az egyetlen jelentős túlélő, Ifjabb Konrád, lett Frankföld hercege.

### Trónralpése
Konrádot 911. november 10-én választották keleti frank királlyá Forchheimban[forrás?], nagybátyja, az utolsó Karoling király, Gyermek Lajos, halála után. Az új uralkodó megválasztását azonban a lotharingiai herceg nem ismerte el, fellázadt, és tartományával együtt a Nyugati Frank Királysághoz csatlakozott. Ezzel kezdetét vette a Konrád uralkodását végigkísérő harc a törzshercegségekkel.
Miután nem sikerült adófizetésre kényszeríteniük az új király, a magyarok is megindultak. 912-ben Konrád saját hercegségét, a Frankföldet, valamint Thüringiát dúlták végig.

### Az alemann felkelés
912–913 folyamán Konrád Lotaringia visszaszerzésére 3 hadjáratot is indított – sikertelenül. Ugyanakkor azzal, hogy Thüringia északi részeit ki akarta vonni a szász joghatóság alól, az időközben elhunyt Ottó herceg fiát, Henriket is ellenségéve tette.
913-ban Echanger palotagróf és fivére, Berchtold (előzőleg ők ketten győzték le bajor Arnulffal a Burgundiából hazafelé tartó magyarokat) vezetésével kitört az alemann felkelés is. A béke kedvéért Konrád hajlandó volt elvenni a két fivér korosodó nővérét. Sváb Kunigunda, Liutpold özvegye és Arnulf bajor herceg édesanyja, még abban az évben két gyermeket is szül neki, Kunigundát és Hermant.
E házasság ellenére 914-ben újra fellángoltak az alemann harcok. A magyarverő Arnulf herceg is csatlakozott a lázadáshoz. Ám miután Konrád vereséget szenvedett, épp az általa legyőzöttekhez menekült (914), s ezt követően innen intézett folyamatos betöréseket Bajorországba. Alemanniában a szintén a magyarokhoz száműzött Erchanger távozása után sem csillapodott a nyugtalanság. Most Burchard, a 911-ben meggyilkolt hasonnevű Alemann herceg fia támasztott felkelést (915). Ezt a király nem volt képes leverni, mert a szász Henrik ellen kellett vonulnia, aki Eresburgnál vereséget mért Konrád fivérére, Eberhard frank hercegre. A visszatérő Erchanger Burcharddal összefogva szintén győzött, és herceggé kiáltatta ki magát. Ezzel megszületett egy új törzshercegség: a sváb.
A lázadók ezalatt végigdúlták Sváb- és Frankföldet, Szászországot és Thüringiát. Egy seregtestük egészen Brémáig hatolt el, amit fel is gyújtottak.
916-ban hohenaltheimi zsinaton az Egyház ugyan Konrád központosító törekvései mellé állt, de ez sem tudta az eseményeket kompenzálni.
Ugyanez évben Arnulf elfoglalta – bár Konrád ellenében megtartani ekkor még nem tudta – a bajor fővárost, Regensburgot; a Svábföldön átvonuló magyarok Lotharingiát dúlták. A király, aki mellett jóformán csak fivére, Eberhard és az egyházi előkelők tartottak ki, 917-ben kivégeztette az időközben elfogott Erchangert és Berchtoldot. Az új sváb herceg, Burchard lett. Arnulf harcát is siker koronázta: még ebben az évben visszafoglalta tartományát.

### Halála
A szászok és bajorok ellen vívott harcban, úgy tűnt, mintha már sosem akarna vége szakadni. Ám az egyik ütközeben végül Konrád súlyos sebesülést szerzett. A birodalom érdekeit országlása latt végig előtérbe helyező uralkodó még egyszer megmutatta nagyságát: halálos ágyán legnagyobb ellenfelét, Szász Henriket nevezte meg utódjául, és saját fivérét, Eberhardot küldte el hozzá a királyi jelvényekkel. A cél az volt, hogy Henrik hatékonyan vezethessen hadjáratot a betörő magyarok ellen. Konrád 918. december 23-án hunyta le a szemét Weilburgban. Fuldában temették el.
Eberhard követte testvérét a frankföldi trónon. 939-ben felkelést vezetett Nagy Ottó ellen, de a vesztes andernachi csatát követő menekülésben megölték. Frankföld közvetlen császári uralom alá került, mely 939-től 1024-ig tartott.